# Parafia św. Antoniego Padewskiego w Książu Wielkopolskim
Parafia św. Antoniego Padewskiego w Książu Wielkopolskim – jedna z dwóch rzymskokatolickich parafii w mieście Książ Wielkopolski, należy do dekanatu nowomiejskiego. Erygowana w 1980. Kościół parafialny poewangelicki wybudowany w końcu XVIII wieku. przebudowany w 1914 roku z neobarokową wieżą z zegarem. Mieści się przy ulicy Niepodległości.